# 이경업
이경업(李敬業, 636년－684년) 또는 서경업(徐敬業)은 중국 당(唐) 왕조 초기의 무장 이적(李勣)의 손자이다. 예종(睿宗) 때 천후 무씨(天后 武氏)의 통치에 반대해 반란을 일으켰다.

## 생애
조주(曹州) 이고현离狐县(현 산동성 하택시 견성현 남서쪽) 출신으로 어려서부터 기사(騎射)에 뛰어났고 재주와 지혜가 있었다. 그의 집안은 원래 서씨로 할아버지 이적이 두 차례에 걸친 고구려 원정에서 총관(總管)으로써 활약하는 등 당 왕조의 무장으로써 출세, 당의 국성(國姓)인 이씨 성을 사성 받았다. 이경업은 아버지 진(震)이 요절하면서 할아버지인 영공 이적의 작위를 그대로 물려받고 미주자사(眉州刺史)가 되었다가 후에 류주사마(柳州司馬)로 좌천되었다.
중종(中宗)이 천후 무씨에 의해 폐해지고, 황족 단(旦)이 예종으로 즉위한 뒤, 천후는 황제 예종이 표문을 올려 스스로 물러나기를 청한 것을 계기로 조정에 나와 칭제(稱制)하게 되었다. 이경업은 동생 경헌(敬猷)과 당지기(唐之奇)、두구인(杜求仁)、낙빈왕(駱賓王) 등과 함께 684년 9월에 양주(揚州)에서 거병하였다. 스스로를 광복부대장군(匡復府大將軍) 영양주대도독(領揚州大都督)이라 칭한 그는 천후에게 폐위당하고 노릉왕(盧陵王)으로 강등당한 중종을 복위시킨다는 명분을 내걸었고, 그에게 가담한 낙빈왕이 유명한 격문 《토무조격》(討武曌檄)을 지어 천하에 뿌렸다. 이경업이 거느린 군사는 삽시간에 10만이 넘는 수로 불어났다.
천후 무씨는 이경업이 가지고 있던 관직을 모두 깎아 없애고 그가 가진 이씨 성까지 몰수해 원래의 성인 서씨로 되돌렸다. 그리고 이경업 진압을 위해 양군공(梁郡公) 이효일(李孝逸)과 위원충(魏元忠)을 각각 원수와 부원수로 삼은 30만 군사를 급파했다. 한편 서경업(이경업)의 진중에서는 위사온(魏思溫)이 곧장 동도(東都, 낙양)으로 진격할 것을 청했지만 설장(薛璋)이 주장한 대로 먼저 남쪽으로 장강을 건너 상주(常州)、윤주(潤州, 지금의 강소 성 진강鎮江)을 차지하는 안이 채택되었다. 남쪽으로 윤주를 차지한 서경업은 다시 북쪽으로 진격해 고우(高郵) 땅에서 이효일의 군과 맞붙게 되었고, 초반에는 서경업이 우세했지만 차츰 병사들이 지치며 사기가 떨어져 갔고 마침내 11월에 이효일이 화공(火攻)으로 서경업의 군을 대패하는 데 성공, 서경업은 윤주로 달아나 배를 타고 고구려(신라?)로 달아나려다 부하의 배신으로 살해되고 말았다.
백제 무장이자 유민으로 당 왕조에 내투해 번장(藩將)으로 기용된 흑치상지(黑齒常之)가 이경업 반란에 참가한 것으로 알려져 있다.
《구당서》(舊唐書)에는 정원(貞元) 17년(801년) 토번군이 당 조정의 요청으로 염주(塩州)에 왔을 때, 토번군 장군 가운데 서 사인(徐舍人)이라는 한 장군이 스스로를 서경업의 5대 손으로 멸문지화를 피해 토번으로 달아나 살아남은 자손이라 소개했는데, 앞서 토번에 들어갔다가 포로로 잡혔던 승려 연소(延素)와 한인 포로 천백 인을 돌려보냈다고 한다.

## 일화
당의 유속이 지은 《수당가화》(隋唐嘉話)에는 이경업의 일화 한 가지가 수록되어 있다. 고종(高宗) 때에 남쪽에서 만족(蠻族)들이 모여 노략질하는데 이를 좀처럼 막지 못하자 조정은 이경업을 자사로 삼아 보냈다. 이경업은 주(州)에서 뽑은 병졸들도 마다하고 말 한 필만 탄 채 적진으로 들어갔다. 태연히 다른 일을 마친 뒤 적은 모두 어디 있느냐고 물었고, 남쪽 물가에 있다는 말에 가까운 관리 한두 사람만 데리고 적이 있는 곳으로 갔다. 처음에는 무기를 들고 경계하며 맞았던 만족들은 이경업이 탄 배 안에 아무것도 없자 스스로 군영을 버리고 숨어버렸고, 경업은 곧장 적의 영내로 들어가서 "국가는 너희들이 탐욕스런 관리에게 고통 받은 것뿐 다른 악이 없음을 안다. 그러니 이제 모두 각자의 생업으로 돌아가라. 늦게 가는 자는 적으로 간주한다."고 선언, 만족의 수괴만 따로 불러 꾸짖고 장 수십 대를 쳐서 보냈다. 이렇게 경내의 소란은 진정되었지만, 이경업의 행동을 전해 들은 할아버지 영공 이적은 손자의 담력과 지략을 장하게 여기면서도 자신이었다면 이렇게까지는 하지 않을 거라는 우려를 비치고, "우리 집안이 망한다면 필시 이 녀석 때문일 것이다."라고 하였다는 것이다. 해당 일화는 훗날 명(明)의 풍몽룡(馮夢龍)이 지은 《지낭전집》(智囊全集)에도 수록되었다.
또한 단성식이 쓴 《유양잡조》(酉陽雜俎)에는 이적이 이경업을 데리고 사냥을 나갔을 때, 이경업이 풀숲으로 가서 짐승을 몰도록 보내놓은 사이에 풀숲 사이에 불길이 일었고, 이경업이 이를 눈치챘을 때는 이미 불길이 사방에서 이경업을 에워싸고 있는 상황이었다. 이경업은 자신이 타고 있던 말을 죽여서 배를 가르고 피를 뒤집어쓴 다음 말의 뱃속으로 들어가 웅크려 있다가, 불길이 사그라들었을 때 바깥으로 나와서 목숨을 건질 수 있었다고 한다.

## 가계
- 조무 : 이세적(李世勣, 594~669)
- 조모 : 미상
- 아버지 : 이진(李震)
- 어머니 : 미상
  - 무신 : 이경업(李敬業, 636~684)
  - 부인 : 미상
  - 동생 : 이경헌(李敬猷)

## 같이 보기
- 흑치상지